# Geološki zavod Slovenije
Geološki zavod Slovenije (skrajšano GeoZS) je primarni geološki raziskovalni zavod Slovenije. Ustanovljen je bil 7. maja 1946.

## Zgodovina
V času, ko je bila Slovenija del Avstro-Ogrske, je geološke študije izvajal Cesarski geološki urad (KK Geologischen Reichsanstalt), ki je danes Zvezni geološki urad (Geologische Bundesanstalt) Avstrije. Vlada Ljudske Republike Slovenije ga je v okviru Ministrstva za industrijo in rudarstvo ustanovila 7. maja 1946, kasneje pa je prešel v upravo Sveta za energetiko in ekstraktivno industrijo Ljudske Republike Slovenije. Leta 1952 se je združil s Podjetjem za globinsko vrtanje. Od leta 1990 se zavod deli na:
- Inštitut za geologijo, geotehniko in geofiziko
- Podjetje za rudarska dela
- Podjetje za geotehnična dela
- Podjetje za vrtanje in miniranje
- Strojna proizvodnja in vzdrževanje
- Podjetje za strojno proizvodnjo in vzdrževanje